# Würstel di Francoforte
Il würstel di Francoforte (dal tedesco Frankfurter Würstchen, spesso abbreviato Frankfurter) è un insaccato tedesco tradizionale della città di Francoforte sul Meno.

## Descrizione
Quello di Francoforte è un sottile würstel di tipo brühwurst composta da un budello di pecora racchiudente della carne di maiale. L'alimento viene sottoposto a un particolare processo di affumicatura a basse temperature. Il salume va bollito per circa otto minuti prima di essere consumato (se cotta in padella il suo rivestimento si romperebbe). Viene spesso mangiata assieme ad altri contorni, tra cui rafano, senape o insalata di patate tedesca. I würstel  di Francoforte sono un ingrediente importante della zuppa di lenticchie di Francoforte.